# 東莞的森林
《東莞的森林》，實體版改稱《一路向西》，是香港網絡小說作家向西村上春樹於2011年在高登討論區連載的風月小說。故事以黑色幽默的方式講述兩名香港人到東莞嫖妓的經歷。該小說在連載期間廣受網民好評，並在2012年實體出版和改編成色情電影《一路向西》，被視為最具代表性的香港網路小説之一:232。

## 情節
男主角Frankie乘坐和諧號北上召妓，抵達東莞後在火車站外與在英國留學時認識的好友James會合。Frankie驚訝為何個性隨便、習慣遲到的James這次居然早到，他認為賣淫就如《超爆蘋果橘子經濟學》中提到的一樣是自然現象，不必大驚小怪。二人遂前往一所名為「華盛頓桑拿中心」的邪骨場，Frankie心裡暗諷該桑拿館只是表面上能讓人隨心所欲，但實際上是虛偽且充滿謊言的，如同美國的自由意識流一樣。二人隨即被請到大廳進行「百花齊放」環節，他們能自由選擇所有技師但不能換人，而James在眾多選擇中竟挑了一個相貌平平、有毛腿粗腰的技師。Frankie則聽著經理指著技師逐個報價，開始對她們心生憐憫，認為眾人皆平等，不理解為何長得矮一點的妓女只能收取低廉的費用。選好技師後，二人便先到附近的茶餐廳吃晚飯，期間Frankie的前女友Zeta一直致電給他，但他選擇無視，更在電話的震動聲中凝視著桌上的雞煲思考著各種有關妓女的哲學問題。
飯後，二人回到桑拿館進行「大鳴大放」環節，他們在這個時段只能在幾位指定小姐中選擇一位，但若不滿意可以「彈鐘」（換人）。Frankie選了一個來自雲南的美女小思，並在交談時以風趣幽默的態度把小思逗笑，令小思說她覺得Frankie很特別。隨後，小思以喝紅酒的姿勢跪著為Frankie口交，但Frankie認為他內心並沒有任何父權的想法，當下只覺得這個角度能看清小思的臉。完事後，二人一同沐浴聊天。Frankie問小思為何賣身，本以為她會說一些像是因喪父喪母而被迫賣身之類的悽慘故事，但小思只回應說希望能賺多一點錢。她隨後便說出自己的經歷，指自己已經習慣了出賣身體，曾經以為有一個嫖客是真心喜歡自己，但他很快便離開了，因此已經徹底對人生麻木和絕望，說完便開始痛哭。Frankie頓時不知所措，但他仍盡力安慰小思，告訴她「把眼淚留給喜極而泣時流吧」。小思在哭完後溫柔地向Frankie道歉，Frankie想起他的港女前女友時常因一些雞毛蒜皮的事而哭，但從未試過對他如此溫柔。小思平復心情後，二人便開始做愛，中途小思提出因她以前在家鄉時常騎馬，因此希望能以女上位進行性交。Frankie欣然同意，而他亦在性愛中獲得異常的快感和滿足。
翌日，二人臨別時，小思認為Frankie離開後便不會再記得她，但Frankie保證不會，更與她交換了聯絡方法。離開房間後，Frankie發現James原來前一晚因身體不適已經回港，因此Frankie獨自前往乘坐和諧號。火車上，Frankie聽著伍佰的歌曲挪威的森林，發現他已經愛上了小思，即使他跟小思的關係只是用錢買來的，但仍比他過去二十年所談過的戀愛更為珍貴。經過了三個星期的念念不忘，最終Frankie決定將這段經過寫成小說《東莞的森林》，作為禮物送給小思。

## 創作與出版
《東莞的森林》於2011年在高登討論區上發佈和連載。故事改編自作者向西村上春樹到東莞向西村嫖妓的親身經歷，他指他動筆時並無成為作家的打算，只計劃在討論區上寫一篇以一向在香港被視為禁忌的性事和諷刺中港矛盾問題為主題的故事，因此他將《東》的爆紅歸因於他在寫作時沒有期望和包袱而能夠暢所欲言，成功吸引讀者和令讀者看得痛快。《東》取名自日本作家村上春樹的代表作《挪威的森林》，向西村上春樹運用了村上春樹的文筆風格來撰寫《東》，並加入了一些致敬情節，例如原作中渡邊徹乘坐飛機在漢堡機場降落時聽著披頭四樂隊歌曲挪威的森林一段被改成Frankie在東莞開出的和諧號上聽著台灣歌手伍佰的同名歌曲。該作亦運用純文學手法來營造意境，並援引了大量經濟學、心理學理論、古典詩詞和歷史故事作比喻，以無厘頭的內容形成荒謬的喜劇感。故事亦加入政治諷刺元素，例如將挑選妓女的過程以中國共產黨政策「百花齊放」和「大鳴大放」來命名和形容，以及隱含對中港矛盾等社會問題的批評。
《東莞的森林》在網絡上獲得廣泛好評，因此受出版社有種文化青睞，將《東莞的森林》與向西村上春樹的另外幾部短篇小説輯錄成書，並更名為《一路向西》，於2012年1月1日在香港實體出版。該作的銷情極佳，於推出不久便數度賣斷市，需要加印和再版，並曾登上多家書局的暢銷榜。

## 評價與影響
《東莞的森林》在網上連載期間因演繹方式嶄新和內容富有深度而廣受讀者好評，並在翌年被實體出版和改編成電影，被視為最具代表性的香港網絡小説之一，亦改變了香港社會對高登小説的看法和掀起了將網絡小説改編成電影的熱潮。
香港研究學者朱耀偉分析指《東莞的森林》之所以能收獲大量好評，主要是因為該作的文筆能媲美流行愛情小説，以及活用了討論區文化，能透過網民留言使小説獲得更多關注，同時亦能實時按讀者意見修改劇情走向，吸引更多網民追看:52-53。朱亦指該作的竄紅確立了香港討論區的獨特父權文化:52。中文學者陳雲指《東》的故事和情感有血有肉，不像是某些「是是但但的電視台，或者故作高尚的作家」的作品，但同時亦批評《東》作為香港通俗小說，卻放棄使用純粤文寫作，以白話夾雜粤語俚語入文，是對粤語文化的輕視、誤以為寫作必須用書面語，亦浪費了推廣粤文的機會:63-64。專欄作家戈登探長則將該作與中國古代名著《遊仙窟》和《北里志》作比較，認為該作猶如古時記錄妓女文化的情色文學。而網路小說作家阿暖讚揚《東》為道盡東莞美好年華的佳作，並以「香港網絡作家中跑得最前的一位」來形容作者向西村上春樹。
此外，香港獨立出版社點子出版的創辦人余禮禧曾表示《東》在網上爆紅而被實體出版一事啟發了他成立專門出版網路作品的出版社。

## 衍生作品

### 向西三部曲
向西村上春樹在《東莞的森林》爆紅後推出了兩部續作，分別名為《西謊極落》和《作家的謊言》，合稱為「向西三部曲」。兩部續作沿用了《東》的風格和主題，以黑色幽默諷刺香港生活的荒謬，亦有被翻拍成電影，分別名為《西謊極落之太爆太子太空艙》和《作家的謊言：筆忠誘罪》，於2017年和2019年上映。

### 改編電影
《東莞的森林》在實體出版後引起了電影投資者蕭定一的注意，蕭透過Facebook聯絡向西村上春樹，並用過百萬購下版權，將該作改編成電影。電影標題本來沿用《東莞的森林》，並在2012年3月的香港國際影視展上宣傳，但最終改以實體版的標題《一路向西》為名。《一路向西》由胡耀輝執導兼飾演James一角，主角Frankie、小思和Zeta分別由張建聲、王李丹妮和郭穎兒飾演，電影原創角色、Frankie的中學同學王靜和拜金女小魚分別由王宗堯和何佩瑜飾演，而華盛頓桑拿經理則由田啟文飾演。電影添加了不少原創情節來將比較零碎的原作故事串連，亦將小説中Frankie北上尋歡前的性幻想情節改編成性愛橋段，由日本AV女優希崎潔西卡出演。該電影於2012年4月上映，同年國慶期間推出3D版本。《一路向西》的整體口碑不俗，而且票房大賣，為香港史上第五高票房的三級片。